# Pneumektomie
Unter Pneumonektomie oder Pneumektomie versteht man die operative Entfernung eines Lungenflügels, somit des gesamten Lungengewebes einer Seite ab dem Hauptbronchus (Bronchus principalis). Die Entfernung eines einzelnen Lungenlappens wird als Lobektomie, die eines Lungensegments als Segmentresektion bezeichnet. Kleinere Entfernungen von Lungengewebe erfolgen als Keilresektion.
Die erste geplante und erfolgreiche Resektion eines ganzen Lungenflügels erfolgte 1931 durch Rudolf Nissen bei einer 12-jährigen Patientin in drei Operationen. Am 5. April 1933 führte Evarts A. Graham die erste Pneumonektomie bei einem Patienten mit Bronchialkarzinom aus. Erste geplante einzeitige Pneumektomien führten im Juli 1933 Edward Archibald (1872–1945) und W. Rienhoff durch. Indikationen für eine Pneumonektomie sind ein zentral liegendes Bronchialkarzinom oder ein Bronchialkarzinom, das aus mehreren Herden besteht, eine ausgeprägte Lungentuberkulose oder das Vorkommen von zahlreichen Bronchiektasien. Vor jeder Pneumonektomie muss überprüft werden, ob der verbleibende andere Lungenflügel funktionell in der Lage ist, das Blut des Betroffenen ausreichend mit Sauerstoff zu versorgen (zu oxygenieren), damit ein Weiterleben möglich ist. Hierzu werden eine Lungenfunktionsprüfung und eine Lungenperfusionsszintigrafie verwendet. Unmittelbar nach der Operation entsteht vorübergehend ein Pneumoserothorax, der im Anschluss resorbiert wird.
Nach der Entfernung eines Lungenflügels kann es durch die Überdehnung des Lungenparenchyms des erhaltenen Lungenflügels zu einem sogenannten Postpneumonektomie-Syndrom mit Belastungs-Dyspnoe kommen, was durch den Einsatz eines prothetischen Volumenexpanders im Bereich des vormaligen Lungenflügels behoben werden kann.
Nach einer Pneumonektomie kann der verbliebene Lungenflügel wachsen und weitgehend den Verlust an Lungengewebe kompensieren, umso mehr, je jünger der Patient ist. Bei einer 33-jährigen Frau wurde eine Volumenzunahme mit Neubildung von Lungenbläschen des verbliebenen Lungenflügels von 77 % über 15 Jahre beobachtet.